# Paccha Duchicela
Paccha Duchicela, född 1485, död 1525, var gift med inkakungen Huayna Capac och inkarikets drottning 1489-1525. Hon anges ofta som Atahualpas mor. 
Hon var dotter till Puruhákungen Cacha Duchicela av Quito i Ecuador. Hon var sin fars arvtagare och tronarvinge, och när kungariket Quito erövrades av inkariket, arrangerades ett äktenskap mellan henne och inkas kung. Genom giftermålet anslöts riket Quito till Inkariket. Hon blev inkas officiella drottning. Hon ska ha fått fyra barn med inkan, ett av dem Atahualpa: moderskapet är dock inte bekräftat. 